# Marksizm-leninizm

Podnieście sztandar Marksa, Engelsa, Lenina i Stalina! – przykład propagandy marksistowsko-leninowskiej

Marksizm-leninizm (ros. марксизм-ленинизм[marks'izm-leninizm]) – ideologia komunistyczna, będąca głównym ruchem komunistycznym w XX wieku. Opracowana przez bolszewików, była ideologią państwową Związku Radzieckiego, jego państw satelickich w bloku wschodnim i różnych krajów Ruchu Państw Niezaangażowanych i Trzeciego Świata w okresie Zimnej wojny, a także Międzynarodówki Komunistycznej po bolszewizacji. Dziś marksizm-leninizm jest ideologią partii rządzących Chin, Kuby, Laosu i Wietnamu (wszystkich jednopartyjnych „republik socjalistycznych”), a także wielu innych partii komunistycznych. Także ideologia państwowa Korei Północnej wywodzi się z marksizmu-leninizmu. Państwa marksistowsko-leninowskie są powszechnie określane przez zachodnich uczonych jako „państwa komunistyczne”.

## Charakterystyka
Byłe
     Obecne

Mapa krajów, które w pewnym momencie swojej historii były lub są obecnie jednopartyjnymi państwami marksistowsko-leninowskimi.
Byłe
Obecne

Marksizm-leninizm został rozwinięty z bolszewizmu przez Józefa Stalina w latach dwudziestych XX wieku w oparciu o jego rozumienie i syntezę ortodoksyjnego marksizmu i leninizmu. Po śmierci Włodzimierza Lenina w 1924, marksizm-leninizm stał się odrębnym ruchem w Związku Radzieckim, kiedy Stalin i jego zwolennicy przejęli kontrolę nad partią. Odrzucał powszechne wśród zachodnich marksistów pojęcie rewolucji światowej jako warunku wstępnego budowy socjalizmu, na rzecz koncepcji socjalizmu w jednym kraju. Według jego zwolenników, stopniowe przejście od kapitalizmu do socjalizmu zostało oznaczone przez wprowadzenie pierwszego planu pięcioletniego i konstytucji radzieckiej 1936 roku. Pod koniec lat dwudziestych Stalin ustanowił ideologiczną ortodoksję w Rosyjskiej Partii Komunistycznej (bolszewikach), Związku Radzieckim i Międzynarodówce Komunistycznej, aby ustanowić powszechną praktykę marksistowsko-leninowską. Sformułowanie radzieckiej wersji materializmu dialektycznego i historycznego w latach 30. XX wieku przez Stalina i jego współpracowników, takie jak w książce Stalina O Materializmie Dialektycznym i Historycznym, stało się oficjalną radziecką interpretacją marksizmu, i zostało wzięte za przykład przez marksistów-leninistów w innych krajach; według Wielkiej Encyklopedii Rosyjskiej, tekst ten stał się podstawą filozofii marksizmu-leninizmu. W 1938 roku oficjalny podręcznik Stalina Historia Wszechzwiązkowej Komunistycznej Partii (bolszewików) spopularyzował termin „marksizm-leninizm”.
Krótki słownik filozoficzny pod redakcją Judina i Rozentala określał marksizm-leninizm według definicji Józefa Stalina: marksizm-leninizm jest

nauką o prawach rozwoju przyrody i społeczeństwa, nauką o rewolucji uciskanych i wyzyskiwanych mas, nauką o zwycięstwie socjalizmu we wszystkich krajach, nauką o budownictwie społeczeństwa komunistycznego.

Marksizm-leninizm składa się z trzech części :
1. filozofia (materializm dialektyczny i materializm historyczny),
2. ekonomia polityczna,
3. naukowy komunizm.

Rzesze aparatu ideologicznego, agitatorów i propagandzistów, upowszechniały przekonanie, że ideologia marksistowsko-leninowska ma charakter naukowy.
Marksizm-leninizm utrzymuje, że do zastąpienia kapitalizmu potrzebna jest dwuetapowa rewolucja komunistyczna. Partia awangardowa, zorganizowana przez „centralizm demokratyczny”, przejęłaby władzę w imieniu proletariatu i ustanowiłaby jednopartyjne państwo socjalistyczne, zwane dyktaturą proletariatu. Państwo kontrolowałoby środki produkcji, tłumiło opozycję, kontrrewolucję i burżuazję oraz promowało radziecki kolektywizm, aby utorować drogę do ewentualnego społeczeństwa komunistycznego, które byłoby bezklasowe i bezpaństwowe.
Marksizm–leninizm jest pustym terminem, zależnym od podejścia i podstaw rządzących partii komunistycznych, dynamicznym i otwartym na redefinicje, zarówno ustalonym, jak i nieustalonym w znaczeniu. Jako termin, marksizm-leninizm jest mylący, ponieważ Marks i Lenin nigdy nie sankcjonowali ani nie popierali tworzenia po nich -izmu, i szczyci się tym, że spopularyzowany po śmierci Lenina przez Stalina, zawierał trzy jasne, doktrynalne i zinstytucjonalizowane zasady, które stały się modelem dla późniejszych reżimów typu radzieckiego; jego globalne wpływy, obejmujące w szczytowym momencie co najmniej jedną trzecią światowej populacji, uczyniły marksistowsko-leninowskie wygodną etykietą dla bloku komunistycznego jako dynamicznego porządku ideologicznego.

## Marksizm-leninizm w systemie edukacji
W ZSRR marksizm-leninizm był nauczany obowiązkowo na wszystkich uczelniach zarówno wyższych, jak i średnich. Jako przedmiot szkolny marksizm-leninizm istniał pod nazwą „społecznoznawstwo”. Indoktrynacja polskich uczniów w kierunku marksizmu-leninizmu była oficjalnie głoszonym zadaniem ideologicznej uniformizacji polskiej szkoły. W Polsce lat 60. XX wieku opublikowano 2 kolejne wydania podręcznika Podstawy marksizmu-leninizmu.